# Chilenische Basketballnationalmannschaft der Damen
Die chilenische Basketballnationalmannschaft der Damen ist die Auswahl chilenischer Basketballspielerinnen, welche die Federación de Básquetbol de Chile auf internationaler Ebene, beispielsweise in Freundschaftsspielen gegen die Auswahlmannschaften anderer nationaler Verbände, aber auch bei internationalen Wettbewerben repräsentiert. Der nationale Verband trat 1935 dem Weltverband Fédération Internationale de Basketball (FIBA) bei. Im November 2013 wurde die Mannschaft auf dem 26. Rang der Weltrangliste der Frauen geführt.
Chile wurde bei der ersten Austragung der Weltmeisterschaft 1953 Vize-Weltmeister, was bis heute den größten Erfolg darstellt. Daneben gewann die Mannschaft in den Jahren 1947, 1950, 1956 und 1960 die Südamerikameisterschaften.

## Internationale Wettbewerbe

### Chile bei Weltmeisterschaften
Die Mannschaft qualifizierte sich für drei der 18 Weltmeisterschaften. Größter Erfolg war dabei der Gewinn der Silbermedaille bei der ersten Weltmeisterschaft 1953.
| - 1953: Silber - 1957: 7. Platz - 1959: nicht qualifiziert - 1964: 11. Platz - 1967: nicht qualifiziert - 1971: nicht qualifiziert - 1975: nicht qualifiziert - 1979: nicht qualifiziert - 1983: nicht qualifiziert | - 1986: nicht qualifiziert - 1990: nicht qualifiziert - 1994: nicht qualifiziert - 1998: nicht qualifiziert - 2002: nicht qualifiziert - 2006: nicht qualifiziert - 2010: nicht qualifiziert - 2014: nicht qualifiziert |

### Chile bei Olympischen Spielen
Bisher gelang es der Mannschaft nicht, sich für die olympischen Basketballwettbewerbe zu qualifizieren.

### Chile bei Amerikameisterschaften
Die Mannschaft nahm bisher an acht der zwölf Amerikameisterschaften teil und belegte in den Jahren 1995 und 2001 jeweils den fünften Platz.
| - 1989: nicht qualifiziert - 1993: 8. Platz - 1995: 5. Platz - 1997: nicht qualifiziert - 1999: nicht qualifiziert - 2001: 5. Platz | - 2003: 6. Platz - 2005: nicht qualifiziert - 2007: 6. Platz - 2009: 6. Platz - 2011: 10. Platz - 2013: 6. Platz |

### Chile bei Südamerikameisterschaften
Die chilenische Mannschaft nahm an 26 der 33 Südamerikameisterschaften teil und gewann dabei zwischen 1946 und 1960 viermal den Titel, außerdem bis 1968 fünfmal die Silbermedaille. Seither konnte die Mannschaft nicht mehr an die Erfolge anknüpfen, im Jahr 2013 erreichte die Mannschaft zum fünften Mal insgesamt die Bronzemedaille.
| - 1946: Südamerikameister - 1948: Silber - 1950: Südamerikameister - 1952: Bronze - 1954: Silber - 1956: Südamerikameister - 1958: 5. Platz - 1960: Südamerikameister - 1962: Silber - 1965: 5. Platz - 1967: Silber - 1968: Silber - 1970: 4. Platz - 1972: 5. Platz - 1974: 6. Platz - 1977: 7. Platz - 1978: nicht teilgenommen | - 1981: nicht teilgenommen - 1984: 6. Platz - 1986: nicht teilgenommen - 1989: 4. Platz - 1991: nicht teilgenommen - 1993: nicht teilgenommen - 1995: Bronze - 1997: 4. Platz - 1999: 4. Platz - 2001: nicht teilgenommen - 2003: Bronze - 2005: 5. Platz - 2006: 4. Platz - 2008: Bronze - 2010: nicht teilgenommen - 2013: Bronze |

### Chile bei den Panamerikanischen Spielen
Die Mannschaft Chiles erreichte bei allen drei Teilnahmen an den Wettbewerben der Panamerikanischen Spiele eine Medaille. Bei der ersten Beteiligung 1955 gewann das Nationalteam Silber, bei den Spielen 1959 und 1963 jeweils Bronze.
| - 1955: Silber - 1959: Bronze - 1963: Bronze - 1967: nicht teilgenommen - 1971: nicht teilgenommen - 1975: nicht teilgenommen - 1979: nicht teilgenommen | - 1983: nicht teilgenommen - 1987: nicht teilgenommen - 1991: nicht teilgenommen - 1999: nicht teilgenommen - 2003: nicht teilgenommen - 2007: nicht teilgenommen - 2011: nicht teilgenommen |